# Cryptocephalus bameuli
Cryptocephalus bameuli – gatunek chrząszcza z rodziny stonkowatych i podrodziny Cryptocephalinae.
Gatunek ten został opisany w 1999 roku przez Francka Duhaldeborde'a.
Chrząszcz o palearktyczny, wykazany z Hiszpanii, Francji, Niemiec, Austrii, Słowacji, Węgier, Włoch, Grecji, Rosji (zarówno europejskiej jak i Syberii po Irkuck) oraz Turcji.